# الحجفة (ردمان)

تعديل مصدري - تعديل

الحجفة هي إحدى قرى عزلة الاغوال السفلى بمديرية ردمان التابعة لمحافظة البيضاء، بلغ تعداد سكانها 229 نسمة حسب تعداد اليمن لعام 2004.